# Stary Pawłów
Stary Pawłów – wieś w Polsce położona w województwie lubelskim, w powiecie bialskim, w gminie Janów Podlaski. Leży przy drodze wylotowej z Janowa Podlaskiego w kierunku Konstantynów-Łosice.
Wierni Kościoła rzymskokatolickiego należą do parafii Trójcy Świętej w Janowie Podlaskim.
Do 1942 roku istniała gmina Pawłów. W latach 1975–1998 miejscowość administracyjnie należała do województwa bialskopodlaskiego.
Wieś założona w XV wieku. W latach 30. i 40. XX wieku w miejscowości działała parafia neounicka.

## Zabytki
- drewniana cerkiew św. Mikołaja Cudotwórcy zbudowana w latach 1929–1930[6] - pierwotnie neounicka, obecnie filialna parafii rzymskokatolickiej Świętej Trójcy w Janowie Podlaskim